# Mădălina Dobrovolschi
Mădălina Dobrovolschi (n. Pușcalău în 1984) este o reporteră și moderatoare română de talk-show-uri politice. A ocupat funcția de purtător de cuvânt al președintelui României, Klaus Iohannis, între anii 2016 și 2019.

## Biografie
Dobrovolschi a absolvit Facultatea de Filosofie și Jurnalism în cadrul Universității „Spiru Haret” din București. A început să lucreze în televiziune în 2004, ca reporter și corespondent politic pentru postul B1 TV, continuând cu aceleași posturi la TVR 1 între 2005 și 2006. În anii ce au urmat a mai lucrat la posturile Realitatea TV, ca redactor-prezentator, la Antena 3, ca editor-prezentator și, din nou, la B1 TV, ca editor-prezentator de știri și realizator de talk show politic. În 2014, Dobrovolschi a moderat una dintre cele două dezbateri politice dintre Klaus Iohannis și Victor Ponta, pentru B1 TV. A publicat un volum de analiză politică, Înfruntarea finală: Culisele confruntării Klaus Iohannis – Victor Ponta și alte rețete din bucătăria politicii dâmbovițene, bazat pe această campanie electorală, în anul 2015.
La 1 septembrie 2016, a fost numită consilier de stat de către președintele Iohannis, cu calitatea de purtator de cuvânt al acestuia. A demisionat din funcție în anul 2019. Dobrovolschi a revenit în televiziune ca prezentatoare a talk-show-ului politic Legile puterii, transmis de Realitatea Plus. Este căsătorită cu Emil Dobrovolschi, pilot de avion.